# Rue de l’Amiral de Coligny
Koordinaten: 48° 52′ N, 2° 20′ O
Die Rue de l’Amiral de Coligny ist eine Straße im 1. Arrondissement von Paris.

## Lage
Die Straße führt in Nord-Süd-Richtung direkt zur Seine an die Stelle, an der der Quai François-Mitterrand und der Quai du Louvre zusammentreffen. Sie beginnt an der Rue de Rivoli gegenüber der Rue du Louvre. Sie führt dabei am ehemaligen Graben vor den Kolonnaden des Louvre im Osten und dem neuen Place du Louvre im Westen vorbei
Die Straße ist mit der Metro über die Station Louvre – Rivoli Linie   oder den RATP-Linien  21, 67, 74, 85 und  N15, N16 zu erreichen.

## Namensursprung und Geschichte

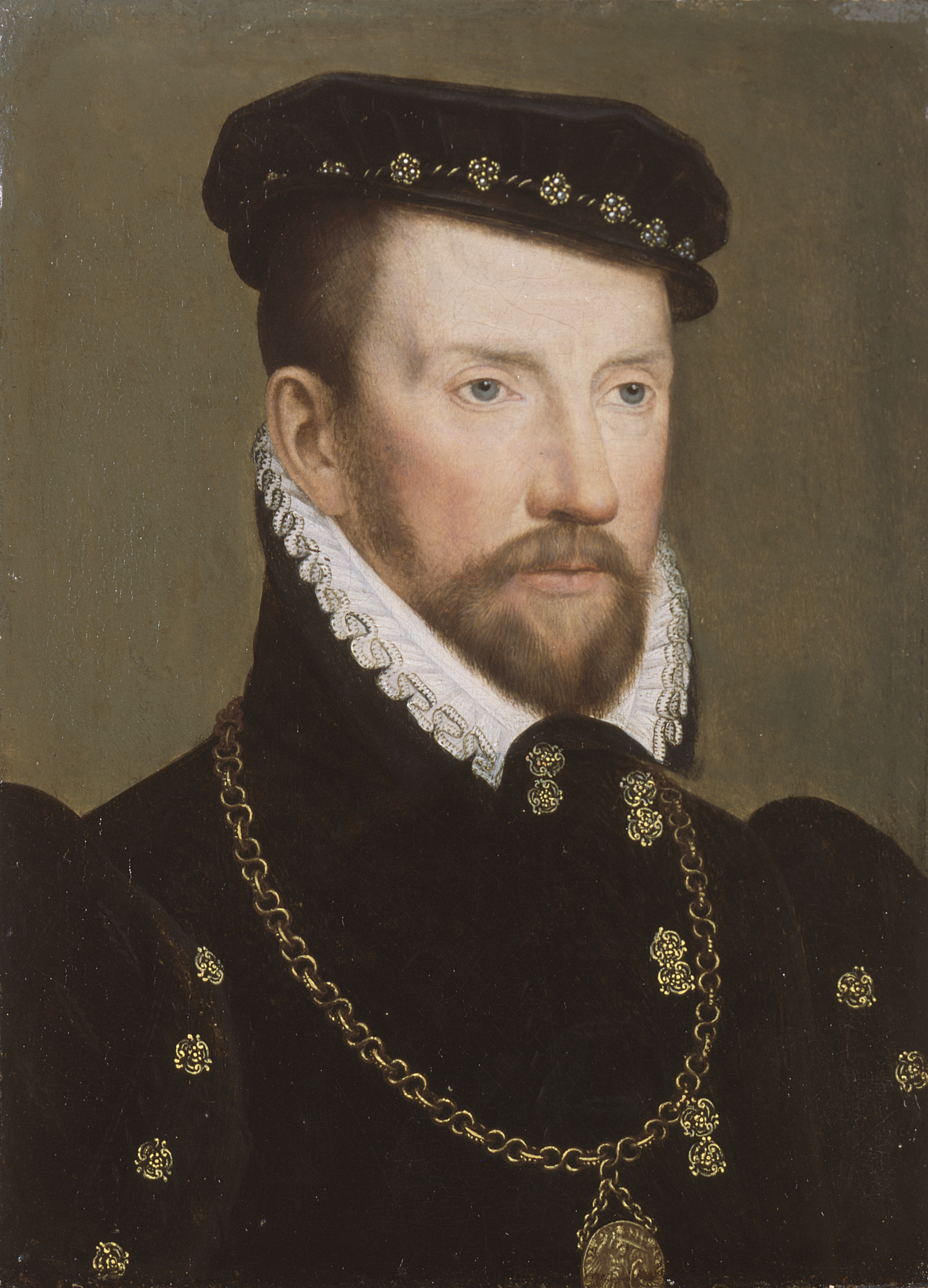
Gaspard de Coligny von François Clouet

Die Straße erhielt ihren Namen zu Ehren von Gaspard II. de Coligny (1519–1572), Admiral von Frankreich und Hugenotte, der während der Bartholomäusnacht aus dem Fenster gestürzt wurde. In 160, Rue de Rivoli wurde 1889 im Oratorium des Louvre eine Statue zu seiner Erinnerung aufgestellt.
Die Straße entstand durch die Umbenennung des südlichen Teils der Rue du Louvre. An dieser Stelle gab es schon 1205 einen Weg unter dem Namen «Rue des Poulies».

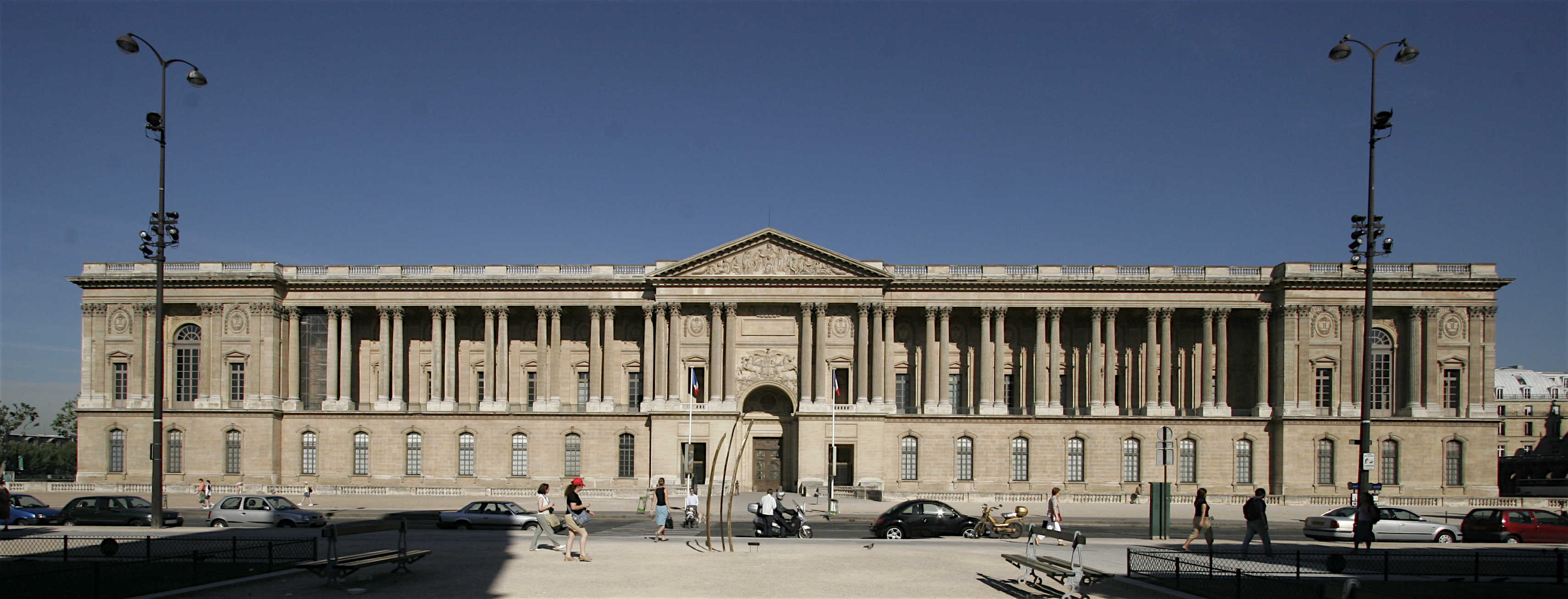
Place du Louvre, Rue de l’Amiral de Coligny und Colonnade du Louvre (2005)

## Sehenswürdigkeiten
- Das Palais du Louvre zeigt sich hier mit der großartigen Hauptfassade, dessen Fundamente 1963 freigelegt wurden und somit Trockengräben entstanden, eine damals sehr diskutierte Initiative.[2]
- Vom Place du Louvre hat man eine schöne Sicht auf die Mairie des 1. Arrondissement neben dem Belfried, beide von 1863, daneben die Église Saint-Germain-l’Auxerrois de Paris.